# كريم التواتي
كريم التواتي لاعب كرة قدم تونسي، ولد في 20 مارس 1985، وهو يشغل حاليًا خطة مدافع بنادي القوافل الرياضية بقفصة.

## مسيرته الرياضية
- 2004 - 2006: النادي الرياضي البنزرتي ( تونس).
- 2006 - 2007: الترجي الرياضي التونسي ( تونس).
- 2007 - 2009: النادي الرياضي البنزرتي ( تونس).
- 2009 - ...: القوافل الرياضية بقفصة ( تونس).